# Amin Ramadan
Amin Ramadan (ur. 1 stycznia 1981 r. w El Beihira) – egipski wioślarz, reprezentant Egiptu w wioślarskiej czwórce bez sternika wagi lekkiej podczas Letnich Igrzysk Olimpijskich w Pekinie.

## Osiągnięcia
- Mistrzostwa Świata – Monachium 2007 – czwórka bez sternika wagi lekkiej – 9. miejsce[1][2].
- Igrzyska Olimpijskie – Pekin 2008 – czwórka bez sternika wagi lekkiej – 12. miejsce[1][2].